# Oceania Sevens Femenino 2021
El Oceania Sevens Femenino de 2021 fue la decimoprimera temporada del torneo de selecciones nacionales femeninas de Oceanía de rugby 7.
El torneo se disputó en el North Queensland Stadium de la ciudad de Townsville, Australia.

## Equipos participantes
- Australia
- Fiyi
- Nueva Zelanda
- Oceania Barbarians

## Resultados
| Pos. | Equipo             | Encuentros | Encuentros | Encuentros | Encuentros | Tantos  | Tantos    | Tantos     | Puntos |
| Pos. | Equipo             | jugados    | ganados    | empatados  | perdidos   | a favor | en contra | diferencia | Puntos |
| ---- | ------------------ | ---------- | ---------- | ---------- | ---------- | ------- | --------- | ---------- | ------ |
| 1    | Nueva Zelanda      | 6          | 6          | 0          | 0          | 205     | 43        | +162       | 18     |
| 2    | Australia          | 6          | 3          | 0          | 3          | 123     | 110       | +13        | 12     |
| 3    | Fiyi               | 6          | 3          | 0          | 3          | 97      | 127       | -30        | 12     |
| 4    | Oceania Barbarians | 6          | 0          | 0          | 6          | 45      | 190       | -145       | 6      |

Nota: Se otorgan 3 puntos al equipo que gane un partido, 2 al que empate y 1 al que pierda
| 25 de junio | Australia | 31 - 17 | Fiyi |  |  |

| 25 de junio | Nueva Zelanda | 51 - 0 | Oceania Barbarians |  |  |

| 25 de junio | Australia | 38 - 7 | Oceania Barbarians |  |  |

| 25 de junio | Nueva Zelanda | 33 - 14 | Fiyi |  |  |

| 26 de junio | Fiyi | 21 - 12 | Oceania Barbarians |  |  |

| 26 de junio | Nueva Zelanda | 34 - 5 | Australia |  |  |

| 26 de junio | Australia | 12 - 19 | Fiyi |  |  |

| 26 de junio | Nueva Zelanda | 34 - 7 | Oceania Barbarians |  |  |

| 27 de junio | Oceania Barbarians | 7 - 32 | Australia |  |  |

| 27 de junio | Nueva Zelanda | 27 - 12 | Fiyi |  |  |

| 27 de junio | Fiyi | 14 - 12 | Oceania Barbarians |  |  |

| 27 de junio | Australia | 5 - 26 | Nueva Zelanda |  |  |

| Bandera de Nueva Zelanda |
| Campeón Nueva Zelanda    |
| 4.to título              |